# Keith Pollard
Pour les articles homonymes, voir Keith et Pollard.
Compléments
Chatte Noire
Spider-Man
 Thor
Keith Pollard (né le 20 janvier 1950 à Détroit) est un dessinateur de comics américain.

## Biographie
Il commence à travailler pour Marvel comics en 1974 où il s'occupe du dessin de comics comme Master of Kung Fu et Deadly Hands of Kung Fu. De 1978 à 1980 il dessine The Amazing Spider-Man mais aussi les Quatre Fantastiques en 1978 et 1979. Il reprendra ce titre dix ans plus tard en 1988 et 1989. De 1979 à 1982 il travaille sur Thor. Par la suite il passe de série en série et va même quitter Marvel pour travailler sur Green Lantern et Wonder Woman. Dans les années 1990, il réalise le graphc novel Silver Surfer : The Enslavers.
Il reçoit en 2017 un prix Inkpot pour l'ensemble de sa carrière.

## Publications

### Marvel Comics
- Astonishing Tales (1970)
- Amazing Spider-Man #186–205 (1978-1980)
- Les Quatre Fantastiques
- Chatte Noire avec Marv Wolfman
- Daredevil
- Deadly Hands of Kung Fu #5
- Les Éternels
- Les Inhumains
- Iron Man (comics)
- Shang-Chi Master of Kung-Fu
- Marvel Super-Heroes
- Micronautes
- The Mighty Thor #286–317 (1979–1982)
- Moon Knight
- Ms. Marvel vol.1 #9 (1978) avec Chris Claremont / Joe Sinnott, Sam Grainger
- New Mutants vol. 1, #39
- Nick Fury, agent of SHIELD
- Power Man and Iron Fist
- Rampaging Hulk
- Rawhide Kid
- Spider-Man 2099
- Silver Surfer:  The Enslavers
- Thunderstrike
- X-Factor
- X-Men vs. The Avengers

### DC Comics
- Green Lantern
- Justice League of America
- New Teen Titans
- Vigilante

## Créations
- Chatte Noire, cocréateur Marv Wolfman
- Deathbird, cocréateur Chris Claremont
- Joanna Cargill, cocréateur Bob Layton
- Vesta (Marvel Comics), cocréateur Mark Gruenwald & Ralph Macchio
- Nova-Prime (Tanak Valt), cocréateur Marv Wolfman & Joe Sinnott
- Protector (Marvel Comics), cocréateur Marv Wolfman & Joe Sinnott
- Windeagle, cocréateur Don McGregor & Rich Buckler
- Green Man (comics), cocréateur Mike Barr
- Frey (Marvel Comics), cocréateur Roy Thomas